# Sant'Eusebio (titolo cardinalizio)
Sant'Eusebio (in latino: Titulus Sancti Eusebii), conosciuto anche come Eusebii, è un titolo cardinalizio; esso è tra quelli elencati nel sinodo romano del 1º marzo 499. Secondo il catalogo di Pietro Mallio, stilato sotto il pontificato di papa Alessandro III, il titolo era collegato alla basilica di Santa Maria Maggiore ed i suoi preti vi celebravano messa a turno. Fu soppresso, con bolla pontificia, da papa Gregorio XVI il 28 giugno 1839 e trasferito a quello dei Santi Andrea e Gregorio al Monte Celio. Fu restaurato pro hac vice tantum da papa Pio IX nel concistoro segreto del 25 giugno 1877. L'epitaffio di un clericus, rinvenuto nelle catacombe dei Santi Marcellino e Pietro ad Duas Lauros risalente al 474, ed il graffito coevo Olympi lectoris de D(ominico) Eusebi locus est confermano l'antica esistenza del titulus Eusebi. Il titolo insiste sulla chiesa di Sant'Eusebio.
Dal 24 novembre 2007 il titolare è il cardinale Daniel Nicholas DiNardo, arcivescovo emerito di Galveston-Houston.

## Titolari
Si omettono i periodi di titolo vacante non superiori ai 2 anni o non storicamente accertati.
- Valentino (492 - 494)
- Probiano (494 - ?)
- Bono (590 - ?)
- Stefano (745 - prima del 761)
- Teopempto (761 - ?)
- Luciano (827 ? - prima dell'853)
- Lucino (o Luciano) (853 - ?)
- Roberto da Parigi (1088 - 1112)
- Roberto (1099 - circa 1115)
- Giovanni O.S.B. (circa 1114 - 1121)
- Roberto (1121 - 1123 o, comunque, prima del 1127)
- Pietro Di Vico (1130), pseudocardinale dell'antipapa Anacleto II
- Robert Pullen (o Pulle, o Pullus, o Pullan, o Pully) (circa 1142 - 1146)
- Raniero (15 dicembre 1165 ? - prima del 1178 deceduto)
- Rogerio (o Ruggiero), O.S.B. Cas. (dicembre 1178 - circa 1184 o 1212 o 1221 deceduto)
- Nicolas Caignet de Fréauville, O.P. (15 dicembre 1305 - 15 gennaio 1323 deceduto)
- Raymond de Mostuejouls (18 dicembre 1327 - 12 novembre 1335 deceduto)
- Nicola Fabriani (15 maggio 1328 - settembre 1328 nominato cardinale vescovo di Albano), pseudocardinale dell'antipapa Niccolò V
- Giovanni Visconti,(1329), nominato pseudocardinale dell'antipapa Niccolò V
- Étienne de Poissy (o Paris) (22 settembre 1368 - 16 ottobre 1373 deceduto)
  - Titolo vacante (1373 - 1378)
- Guglielmo Sanseverino (18 settembre 1378 - 24 novembre 1378 deceduto)
- Francesco Moricotti Prignani (novembre 1378 - luglio 1380 nominato cardinale vescovo di Palestrina)
- Aymeric de Magnac (23 dicembre 1383 - 21 marzo 1385 deceduto), pseudocardinale dell'antipapa Clemente VII
- Amaury de Lautrec (12 luglio 1385 - 7 giugno 1390 deceduto), pseudocardinale dell'antipapa Clemente VII
- Alamanno Adimari (6 giugno 1411 - 17 settembre 1422 deceduto), pseudocardinale dell'antipapa Giovanni XXIII
  - Titolo vacante (1422 - 1426)
- Henry Beaufort (27 maggio 1426 - 11 aprile 1447 deceduto)
- Astorgio Agnesi (3 gennaio 1449 - 10 ottobre 1451 deceduto)
  - Titolo vacante (1451 - 1462)
- Richard Olivier de Longueil (16 marzo 1462 - 17 agosto 1470 nominato cardinale vescovo di Porto e Santa Rufina)
- Oliviero Carafa (5 settembre 1470 - 24 luglio 1476); in commendam (24 luglio 1476 - 20 gennaio 1511 deceduto)
- Pietro Accolti (17 marzo 1511 - 18 dicembre 1523); in commendam (18 dicembre 1523 - 5 maggio 1527 dimesso)
- Benedetto Accolti (5 maggio 1527 - 21 settembre 1549 deceduto)
- Francisco Mendoza de Bobadilla (28 febbraio 1550 - 1º dicembre 1566 deceduto)
- Antonio Carafa, diaconia pro illa vice (5 aprile 1568 - 8 aprile 1573 nominato cardinale diacono di Santa Maria in Cosmedin)
  - Titolo vacante (1573 - 1583)
- Antonio Carafa (12 dicembre 1583 - 28 novembre 1584 nominato cardinale presbitero dei Santi Giovanni e Paolo)
- Giulio Canani (28 novembre 1584 - 20 marzo 1591 nominato cardinale presbitero di Sant'Anastasia)
  - Titolo vacante (1591 - 1596)
- Camillo Borghese (21 giugno 1596 - 10 marzo 1599 nominato cardinale presbitero dei Santi Giovanni e Paolo)
- Arnaud d'Ossat (17 marzo 1599 - 13 marzo 1604 deceduto)
- Ferdinando Taverna (25 giugno 1604 - 29 agosto 1619 deceduto)
- Jean de Bonsi (3 marzo 1621 - 4 luglio 1621 deceduto)
- Marco Antonio Gozzadini (30 agosto 1621 - 23 maggio 1623 nominato cardinale presbitero pro hac vice di Sant'Agata alla Suburra)
- Lucio Sanseverino (1623 deceduto) (?)
- Giacomo Cavalieri (9 febbraio 1626 - 28 gennaio 1629 deceduto)
- Giovanni Battista Pamphili (12 agosto 1630 - 15 settembre 1644 eletto papa con il nome di Innocenzo X)
- Girolamo Grimaldi-Cavalleroni (17 ottobre 1644 - 11 ottobre 1655 nominato cardinale presbitero della Santissima Trinità al Monte Pincio)
- Nicolò Guidi di Bagno (23 aprile 1657 - 27 agosto 1663 deceduto)
  - Titolo vacante (1663 - 1668)
- Paolo Emilio Rondinini (30 aprile 1668 - 19 giugno 1668 deceduto)
- Carlo Gualterio (15 gennaio 1669 - 1º gennaio 1673 deceduto)
- Camillo Massimo (30 gennaio 1673 - 12 settembre 1677 nominato cardinale presbitero di Sant'Anastasia)
  - Titolo vacante (1677 - 1689)
- Piero Bonsi (28 novembre 1689 - 11 luglio 1703 deceduto)
  - Titolo vacante (1703 - 1706)
- Francesco Martelli (25 giugno 1706 - 28 settembre 1717 deceduto)
  - Titolo vacante (1717 - 1721)
- Imre Csáky (16 giugno 1721 - 28 agosto 1732 deceduto)
- Pompeo Aldrovandi (12 aprile 1734 - 6 gennaio 1752 deceduto)
- Enrico Enriquez (22 luglio 1754 - 25 aprile 1756 deceduto)
  - Titolo vacante (1756 - 1762)
- Jean-François-Joseph de Rochechouard de Faudoas (25 gennaio 1762 - 20 marzo 1777 deceduto)
- Guglielmo Pallotta (28 luglio 1777 - 23 settembre 1782 nominato cardinale presbitero di Santa Maria degli Angeli)
  - Titolo vacante (1782 - 1785)
- Giovanni Andrea Archetti (27 giugno 1785 - 2 aprile 1800 nominato cardinale vescovo di Sabina)
- Giuseppe Firrao (20 luglio 1801 - 24 gennaio 1830 deceduto)
  - Titolo vacante (1830 - 1834)
- Paolo Polidori (1º agosto 1834 - 12 luglio 1841 nominato cardinale presbitero di Santa Prassede)[1]
  - Titolo soppresso nel 1839
  - Titolo restaurato nel 1877
- Johann Baptist Rudolf Kutschker (25 giugno 1877 - 27 gennaio 1881 deceduto)
- Domenico Agostini (30 marzo 1882 - 7 giugno 1886 nominato cardinale presbitero di Santa Maria della Pace)
- Cölestin Josef Ganglbauer, O.S.B. (10 giugno 1886 - 14 dicembre 1889 deceduto)
- Joseph-Alfred Foulon (30 dicembre 1889 - 23 gennaio 1893 deceduto)
- Benito Sanz y Forés (15 giugno 1893 - 1º novembre 1895 deceduto)
- Antonio María Cascajares y Azara (25 giugno 1896 - 24 marzo 1898 nominato cardinale presbitero di Sant'Agostino)
- Agostino Richelmy (22 giugno 1899 - 27 novembre 1911 nominato cardinale presbitero di Santa Maria in Via)
  - Titolo vacante (1911 - 1914)
- János Csernoch (8 settembre 1914 - 25 luglio 1927 deceduto)
- Carlo Dalmazio Minoretti (19 dicembre 1929 - 13 marzo 1938 deceduto)
  - Titolo vacante (1938 - 1946)
- Juan Gualberto Guevara (28 febbraio 1946 - 27 novembre 1954 deceduto)
  - Titolo vacante (1954 - 1958)
- Franz König (18 dicembre 1958 - 13 marzo 2004 deceduto)
  - Titolo vacante (2004 - 2007)
- Daniel Nicholas DiNardo, dal 24 novembre 2007